# Hendrik Gijsmans

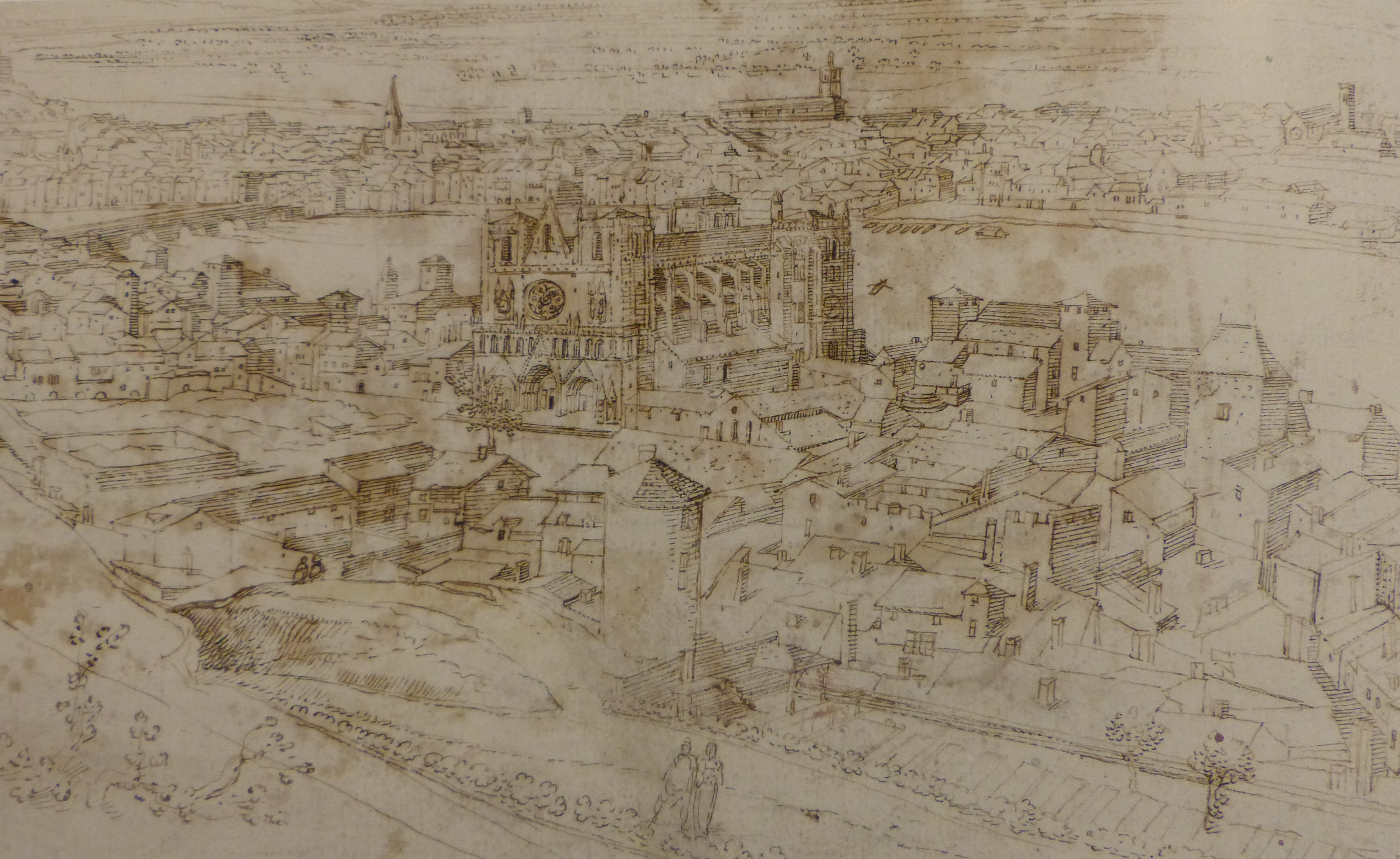
Vista de Lyon con la Catedral de San Juan

Hendrik Gijsmans o Egidius Gijsmans (Malinas, c. 1552 - Frankenthal, c. 1611-1612) fue un pintor, dibujante y diseñador de tapices flamenco. Después de trabajar en su Mechelen natal, se mudó a Amberes, donde probablemente trabajó en el taller de Gillis Mostaert. Como protestante abandonó Amberes después de la caída de la ciudad ante los españoles en 1585. Se instaló en Frankenthal en 1586, donde se unió a un gran grupo de otros artistas emigrantes flamencos. Más tarde se convirtió en el alcalde de Frankenthal. El trabajo del artista fue redescubierto recientemente después de que fuera identificado como el artista anónimo conocido como Anonymous Fabriczy, autor de una colección de unos 50 dibujos que se encuentran en la Galería Estatal de Stuttgart.

## Vida
Se cree que Hendrik Gijsmans nació en Malinas. Después de trabajar en su Mechelen natal, se mudó a Amberes, donde probablemente trabajó en el taller de Gillis Mostaert.

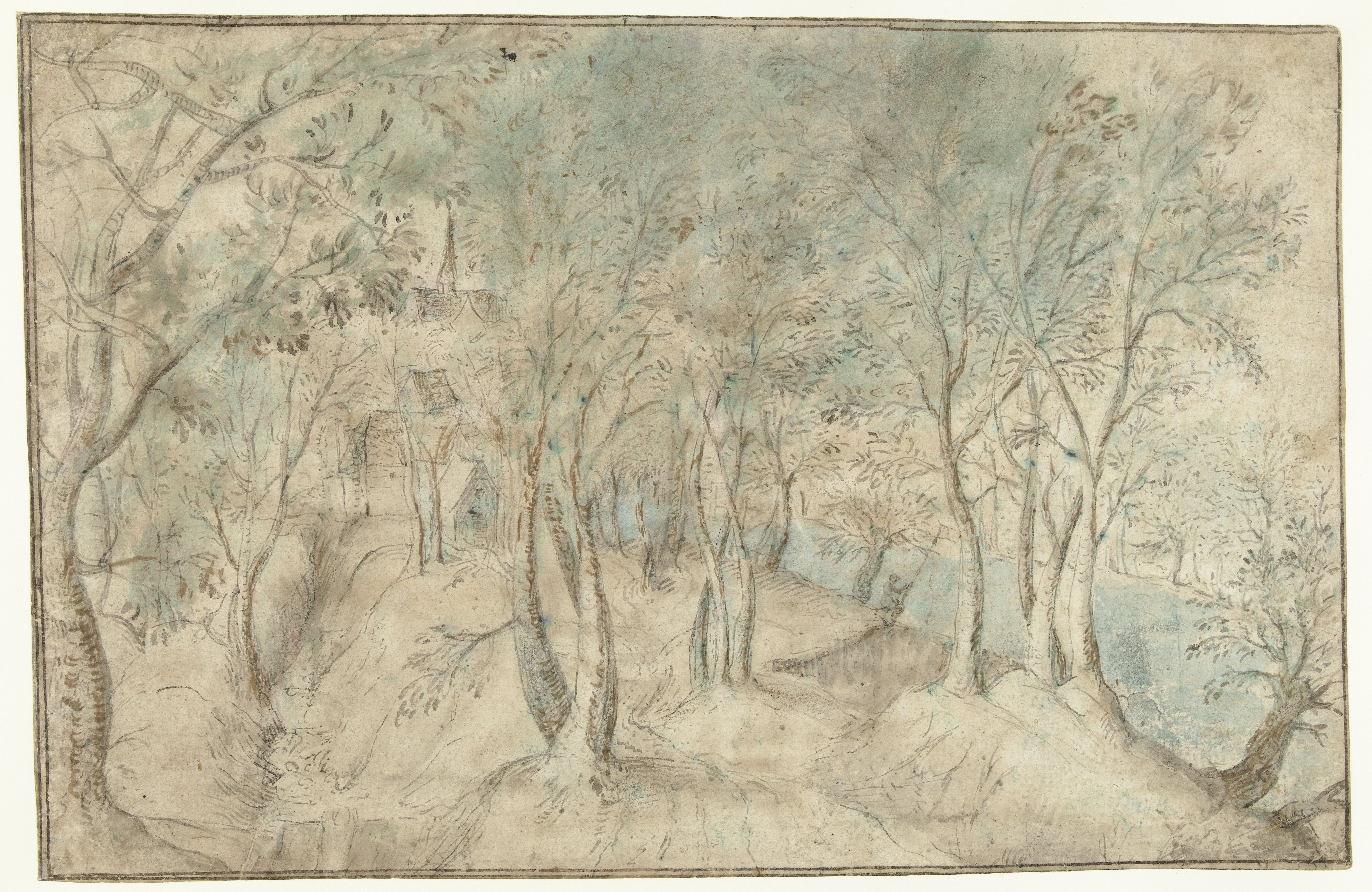
Vista de un pueblo cerca de un río

Se sabe que viajó a Milán y Roma, donde dibujó vistas topográficas alrededor de 1570. También creó dibujos topográficos de algunos de los lugares que visitó durante su viaje hacia y desde Italia, incluso desde la región del Ródano y Lyon.
Se convirtió en miembro del Gremio de San Lucas de Amberes en 1580. Se exilió de los Países Bajos después de la caída de Amberes en 1585. Se mudó a Frankenthal en 1586, donde fue miembro de una gran comunidad de artistas y comerciantes flamencos que también habían emigrado de Flandes. Muchos de los artistas flamencos que se mudaron a Frankenthal eran pintores de paisajes. Más tarde fueron nombrados como la escuela de Frankenthal.  En la escuela de Frankenthal estaban los pintores Gillis van Coninxloo, Pieter Schoubroeck, Anton Mirou y Hendrik van der Borcht, el mayor y el hijo de este último. En Frankenthal, estos artistas podían contar con comerciantes de arte flamenco como Cornelis Caymox, que se habían establecido allí antes y habían creado una red de mecenas para el arte flamenco. Se sabe que Gijsmans y su hijo realizaron para Caymox pinturas sobre tela.
Gijsmans tuvo éxito y prosperó en su nuevo hogar adoptivo y se convirtió en alcalde de Frankenthal en 1609/1610. Pudo haber sido el maestro de Anton Mirou, otro artista emigrante flamenco. Permaneció en Frankenthal hasta su muerte en 1611-1612.

## Trabajo
Hendrik Gijsmans fue pintor y dibujante de paisajes y diseñador de tapices. Ninguna de sus pinturas se ha conservado. Hay registros en 1588 de la presencia de tres pinturas (incluidas dos vistas de Amberes) y en 1595 otras tres obras (una vista del Jardín del Castillo en Bruselas y dos asedios de Amberes) en el Kunstkammer en Dresde, donde estuvieron hasta 1603. Un inventario vienés fechado después de 1619 menciona otro asedio de Amberes y tres paisajes en pergamino.

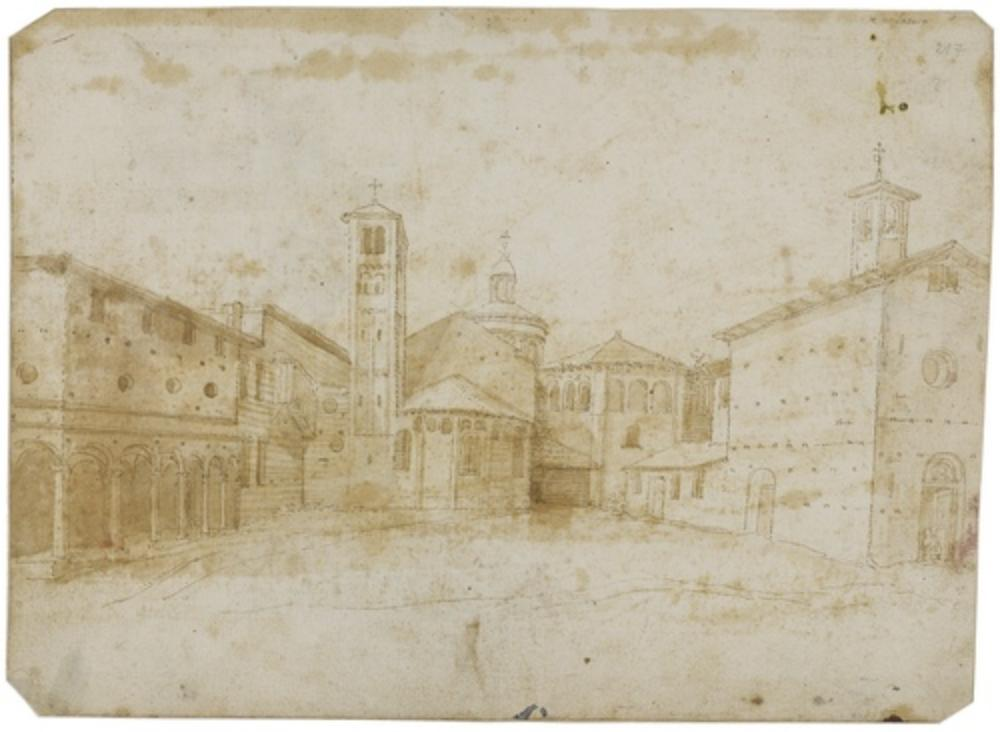
Vista de San Vittore al Corpo y San Martino en Milán

Actualmente se conoce a Hendrik Gijsmans solo a través de sus dibujos. El historiador de arte Cornelius von Fabriczy publicó en 1893 por primera vez cincuenta vistas de Flandes, Francia e Italia que estaban en la colección de la Galería Estatal de Stuttgart. Las obras fueron atribuidas a un artista anónimo al que se le dio el nombre anónimo de Fabriczy. El artista desconocido fue identificado con Hendrik Gijsmans por Stijn Alsteens (Hans Buijs, Véronique Mathot, Willem Schellinks, Paysages de France: dessinés par Lambert Doomer et les artistes hollandais et flamands des XVIe y XVIIe siècles, Fondation Custodia, 2008, pp.   221–226). Fue identificado gracias al descubrimiento de un dibujo que representa a Saint-Vallier en el Valle del Ródano, que había sido adquirido por el Museo del Louvre y que estaba datado en 1567 o más tarde. Este dibujo llevaba la inscripción Henrick Ghÿsm: F. El dibujo del Louvre resultó ser una primera versión de una de las vistas conservadas en la Galería Estatal de Stuttgart. Esta identificación condujo a la atribución a Gijsmans de casi todos los 50 dibujos que había en la Galería Estatal de Stuttgart anteriormente atribuidos a Anonymous Fabriczy. Es probable que parte de los dibujos de Stuttgart formaran parte de un cuaderno, algunas de cuyas páginas se han dispersado.

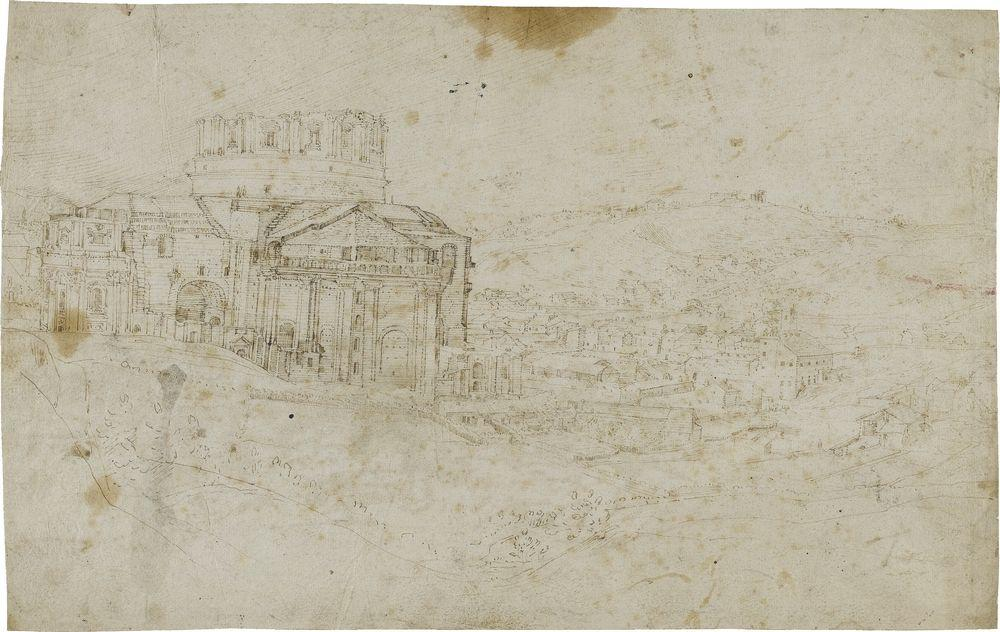
Vista de la Basílica de San Pedro en Roma en construcción

Los orígenes flamencos del autor de los dibujos de la Galería Estatal de Stuttgart no solo se confirman por la inclusión entre los dibujos de vistas de ciudades del sur de los Países Bajos como Amberes, Dendermonde, Bruselas y Huy, sino también por un estilo similar a los refinados gráficos de Pieter Bruegel el Viejo. Las obras muestran que Gijsmans es uno de los principales seguidores de Bruegel. Sus dibujos muestran el considerable talento del artista para representar la naturaleza y la arquitectura.
Algunos de los dibujos realizados en Roma y Milán pueden datarse entre 1565 y 1568, por lo tanto, es probable que los de Francia daten de poco antes o poco después de estos años y se hicieran durante el viaje de Gijsmans a Italia o a su regreso.